# Calomicrus atroviridis
Calomicrus atroviridis – gatunek chrząszcza z rodziny stonkowatych i podrodziny Galerucinae.
Gatunek ten opisany został w 2006 roku przez Igora K. Łopatina na podstawie pojedynczej samicy.
Chrząszcz o ciele długości 3,7 mm. Głowa czarna o krótkim nadustku, opadającym ku wypukłej, rudej wardze górnej. Punktowanie ciemienia i czoła rzadkie, acz wyraźne. Przedplecze czarne, 1,33 raza szersze niż dłuższe, po bokach zaokrąglone, najszersze pośrodku, na dysku gęsto i głęboko punktowane. Metalicznie czarniawozielone pokrywy są gęsto, głęboko i nieco grubiej niż przedplecze punktowane. Boki pokryw prawie prosto rozbieżne od kątów barkowych po część opadającą, gdzie są szeroko zaokrąglone. Odnóża żółte z ciemnymi elementami na udach.
Owad znany tylko z chińskiego Syczuanu, z okolic wioski Pusium.